# Ryan Semple
Pour les articles homonymes, voir Semple.
Ryan Semple (né le 21 octobre 1982 à Montréal) est un skieur alpin canadien. Il a débuté en Coupe du monde en 2001. Il obtient son meilleur résultat en 2010 en terminant onzième du combiné de Kitzbühel.
En octobre 2012, il annonce la fin de sa carrière sportive.

## Palmarès

### Jeux olympiques d'hiver
| Épreuve / Édition       | Turin 2006 | Vancouver 2010 |
| Slalom Géant            | Abandon    | -              |
| Combiné / super combiné | Abandon    | 15e            |

### Coupe du monde
- Meilleur classement général : 104e en 2010.
- Meilleur résultat : 11e.

## Honneurs
- 2006 : Médaille de l'Assemblée nationale[2]